# Linda (chanteuse)
Pour les articles homonymes, voir Linda.
 (octobre 2021).
Le contenu est difficilement compréhensible vu les erreurs de traduction, qui sont peut-être dues à l'utilisation d'un logiciel de traduction automatique.
Linda (russe : Линда), nom de scène de Svetlana Lvovna Geiman (russe : Светлана Львовна Гейман), née le 29 avril 1975, ou 1977 à Kentaou au Kazakhstan,, est une chanteuse et auteure-compositeure russe. Son style incorpore du trip hop, de l'électronique et de la musique ethnique.

## Carrière artistique
Svetlana Lvovna Geiman alias Linda est originaire de Kentaou, une ville du Kazakhstan près de la Chine. Lorsqu'elle a neuf ans, sa famille déménage à Togliatti, puis quand elle a 13 ans ou 15 ans, à Moscou,.  Elle commence à étudier la musique à l'école secondaire et joue également dans une troupe de théâtre amateur, montrant aussi un intérêt pour la gymnastique artistique, les arts de la scène comme le cirque et le dessin. Son tuteur Yuri Galperin la soutient dans ses démarches artistiques tandis que sa famille est réticente. Ses parents auraient plutôt souhaité qu'elle étudie le droit. Son père banquier aurait en effet aimé qu'elle soit avocate.  
Après ses études secondaires, elle étudie au département de musique vocale de l'Académie russe de musique Gnessine à Moscou et reçoit déjà des propositions des producteurs et de compositeurs. Les offres qui lui sont faites ne lui correspondant pas, elle les refuse. Elle rencontre l'artiste Andreem Misinym et enregistre avec lui deux chansons. En 1993, Linda se produit sur la scène de l'émission Génération à Jurmala, où elle est repérée par le producteur Yuri Aizenshpis (en) avec qui elle entame une collaboration. Cette rencontre lui permet d'enregistrer son premier album Les chants des Lamas Tibétains.  
Elle commence à se produire en concert en 1995. Certaines critiques se font élogieuses à son égard mettant en avant sa voix, son charisme et son énergie. Son talent est entre autres reconnu publiquement à la télévision par Yuri Aizenshpis, son producteur. En 1995, elle commence à travailler avec le producteur Maxim Fadeev. Une version de l'album Les chants des Lamas Tibétains remixée par Max Fadeev sort en 1995. L'album Ворона (Le Corbeau) de 1996 la rend célèbre, y compris à l'étranger. Ses chansons comptent parmi les premières en langue russe à être citées dans les classements américains de MTV et du Billboard Magazine. 

## Discographie

### Albums studios
| Année | Album                                                                   |
| ----- | ----------------------------------------------------------------------- |
| 1995  | Песни тибетских лам (Pesni Tibetskih Lam ou Chants des lamas tibétains) |
| 1996  | Ворона (Vorona ou Le Corbeau)                                           |
| 1999  | Плацента (Platsenta)                                                    |
| 2001  | Зрение (Zrenie ou vue)                                                  |
| 2004  | АтакА (AtakA ou Franchise)                                              |
| 2006  | АлеАда (AleAda)                                                         |
| 2008  | Sкор-Пионы (Skor-Piony ou Scor-Pivoines)                                |
| 2013  | Лай, собака (Laï sobaka ou Aboiement, chien ! )                         |
| 2015  | Карандаши и Спички (Karandach et spitchki, Crayons et allumettes)       |

### Albums de compilation
| Année | Album          |
| ----- | -------------- |
| 1999  | елое на елом   |
| 2001  | инда           |
| 2005  | очти Близнецы  |
| 2010  | Линда. ие есни |

### Singles
| Année | Chanson                                          | Album                                     |
| ----- | ------------------------------------------------ | ----------------------------------------- |
| 1993  | Игра с огнём ("Jouer avec le feu")               |                                           |
| 1994  | "Pas assez de feu"                               | Песни тибетских лам (Pesni Tibetskih Lam) |
| 1994  | Танец под водой ("Danse sous l'eau")             | Песни тибетских лам (Pesni Tibetskih Lam) |
| 1995  | "Conditions des mains"                           |                                           |
| 1996  | Северный ветер ("Le vent du nord")               | Ворона (Vorona)                           |
| 1996  | Ворона ("Vorona" ou Corbeau)                     | Ворона (Vorona)                           |
| 1996  | Марихуана ("Marijuana")                          | Ворона (Vorona)                           |
| 1999  | Взгляд изнутри ("Un regard de l'intérieur")      | Плацента (Platsenta)                      |
| 1999  | "Laisse-moi partir"                              | Плацента (Platsenta)                      |
| 2000  | "Le dessous de la lumière"                       | Embrion Pravilniy                         |
| 2001  | Шоколад и слеза ("Chocolat et une larme")        | Зрение (Zreniye)                          |
| 2003  | Цепи и кольца ("Chaînes et anneaux")             | АтакА (AtakA)                             |
| 2004  | Беги ("Courir")                                  | АтакА (AtakA)                             |
| 2004  | Агония ("Agonie")                                | АтакА (AtakA)                             |
| 2005  | "Fais fondre !"                                  | Почти близнецы (Pochti Bliznetsy)         |
| 2006  | Я украду ("Je vais te voler !")                  | АлеАда (AleAda)                           |
| 2006  | Толкай на любовь ("Pousse-moi à aimer")          | АлеАда (AleAda)                           |
| 2006  | Меченая ("Stigmatisé")                           | АлеАда (AleAda)                           |
| 2007  | Любовь в конверте ("L'amour dans une enveloppe") | АлеАда (AleAda)                           |
| 2007  | Чёрно-снежная ("Neige-Noir")                     | Sкор-Пионы (Skor-Piony)                   |
| 2008  | Skop-пионы ("Scor-Pivoines")                     | Sкор-Пионы (Skor-Piony)                   |
| 2008  | Пять минут ("Cinq minutes")                      | Sкор-Пионы (Skor-Piony)                   |
| 2013  | Они так ("Ils sont si")                          | Лай, собака (Aboie, chien !)              |
| 2013  | Лай, собака (« Aboie, chien ! »)                 | Лай, собака (Aboie, chien !)              |